# Rhicnocoelia grahami
Rhicnocoelia grahami är en stekelart som beskrevs av Boucek 1970. Rhicnocoelia grahami ingår i släktet Rhicnocoelia och familjen puppglanssteklar. Arten är reproducerande i Sverige. Inga underarter finns listade i Catalogue of Life.